# Isabelle Arpin (restaurant)
Pour les articles homonymes, voir Arpin.
Isabelle Arpin est un restaurant situé avenue Louise à Bruxelles, en Belgique. Il porte le nom éponyme de la femme cheffe qui le tient.